# I-55
I-55 — підводний човен Імперського флоту Японії, який брав участь у Другій світовій війні.

## Початок історії корабля
Корабель, який спорудили на корабельні ВМФ у Куре, належав до типу C Modified (він же клас I-52).

## Бойова служба
У середині червня 1944-го союзники розпочали атаку на Маріанські острови, які японське командування відносило до головного оборонного периметра імперії. 6 липня І-55 вирушив з Йокосуки у свій перший похід із транспортною місією, маючи, зокрема, доправити на острів Гуам контейнер «Унпото» (розроблений для транспортування гармат).
13 липня 1944-го човен дістав наказ припинити місію до Гуаму (який за кілька діб до того почали піддавати масованим бомбардуванням з метою підготовки висадки) та натомість евакуювати персонал авіації з Тініану (інший острів того ж Маріанського архіпелагу). Контейнер «Унпото» скинули в море.
Надвечір того ж 13 липня 1944-го американський патрульний літак виявив підводний човен у зануреному стані західніше від Тініану та повідомив про це надводні кораблі. Після цього американський есмінець «Вільям Міллер» та швидкісний транспорт (також був переобладнаний з есмінця) розпочали полювання на ворожу субмарину. Після кількох годин пошуку есмінець встановив контакт із ціллю та менш ніж за годину провів три атаки глибинними бомбами, причому вже після другої на поверхні з'явились уламки деревини та було чутно потужний підводний вибух. Ймовірно, саме цей бій призвів до загибелі І-55 разом з усіма 112 особами, що перебували на борту.